# Misachico

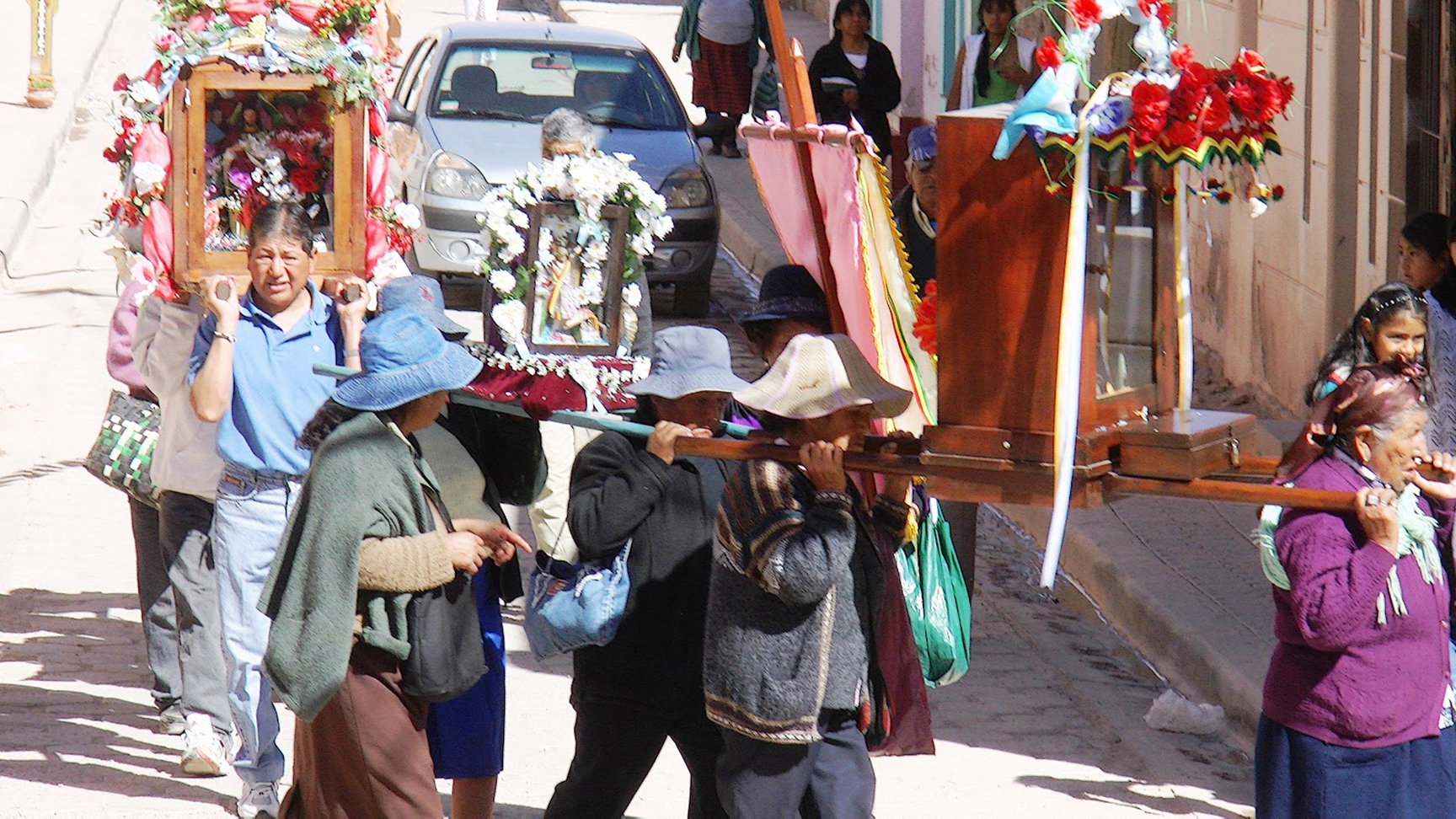
Personas celebrando el Misachico en el noroeste de Argentina.

El Misachico, también denominado "misa pequeña", "misa desparramada", "missachicuy" o "procesión de los cerros", es una celebración típica del Noroeste Argentino. Se lleva a cabo cada 19 de marzo y consiste en una ceremonia religiosa realizada por familias o grupos de moradores de una localidad, pueblo o aldea en donde se realiza la celebración, tratándose de pequeñas procesiones que se organizan por familias o grupos reducidos llevando la imagen de un santo o santa que no pertenece a una capilla o iglesia sino a una familia. Se desplazan por las calles del lugar llevando una figura de Cristo, la Virgen María o de un santo patronal que permanece dentro de una urna de vidrio o cristal ornada con cintas y flores, sostenida en andas por cuatro fieles, en peregrinación desde la casa de su dueño hasta la iglesia local o a la capilla más cercana para ofrecerle una misa que se celebrará al día siguiente de la peregrinación. De ella participan hombres que llegan a caballo vestidos con ponchos rojos y sombreros negros, vestimenta típica de los antiguos gauchos de Güemes, para hacer un desfile donde se realizan danzas folclóricas típicas como el gato y la chacarera. La figura del santo o de la virgen la conserva una familia en su propia casa desde el fin de una celebración hasta la fecha de aniversario. Los misachicos se suman a las procesiones organizadas desde una Iglesia. Otras veces, como en las festividades del Señor y la Virgen del Milagro del 15 de septiembre, en Salta, y de la Virgen del Valle del 8 de diciembre en San Fernando del Valle de Catamarca, los misachicos se realizan desde los pueblos hacia las capitales provinciales ya mencionadas. La marcha puede durar horas o días, de acuerdo a la distancia por recorrer y suele estar acompañada de músicos que suelen utilizar violines, bombos, acordeones y/o erkes, entre otros instrumentos musicales.